# Tilly Smith
Tilly Smith (1994) es una mujer británica que, a los 10 años, salvó a casi cien turistas extranjeros en la playa Phuket en Tailandia por advertir a los bañistas unos minutos antes de la llegada de un tsunami que causó el terremoto del océano Índico de 2004.

## Primeros años
Smith aprendió sobre los tsunamis en una lección de geografía dos semanas antes del tsunami, de su profesor Andrew Kearney en la escuela Danes Hill en Oxshott, Surrey. Reconoció las señales de aviso del agua retrocediendo de la costa y la formación de espuma en la superficie del mar y avisó a sus padres, quienes advirtieron a los que estaban en la playa y al personal del hotel en Phuket donde se quedaron. La playa fue evacuada antes de que el tsunami llegara a la orilla, y fue una de las pocas playas de la isla sin víctimas registradas.

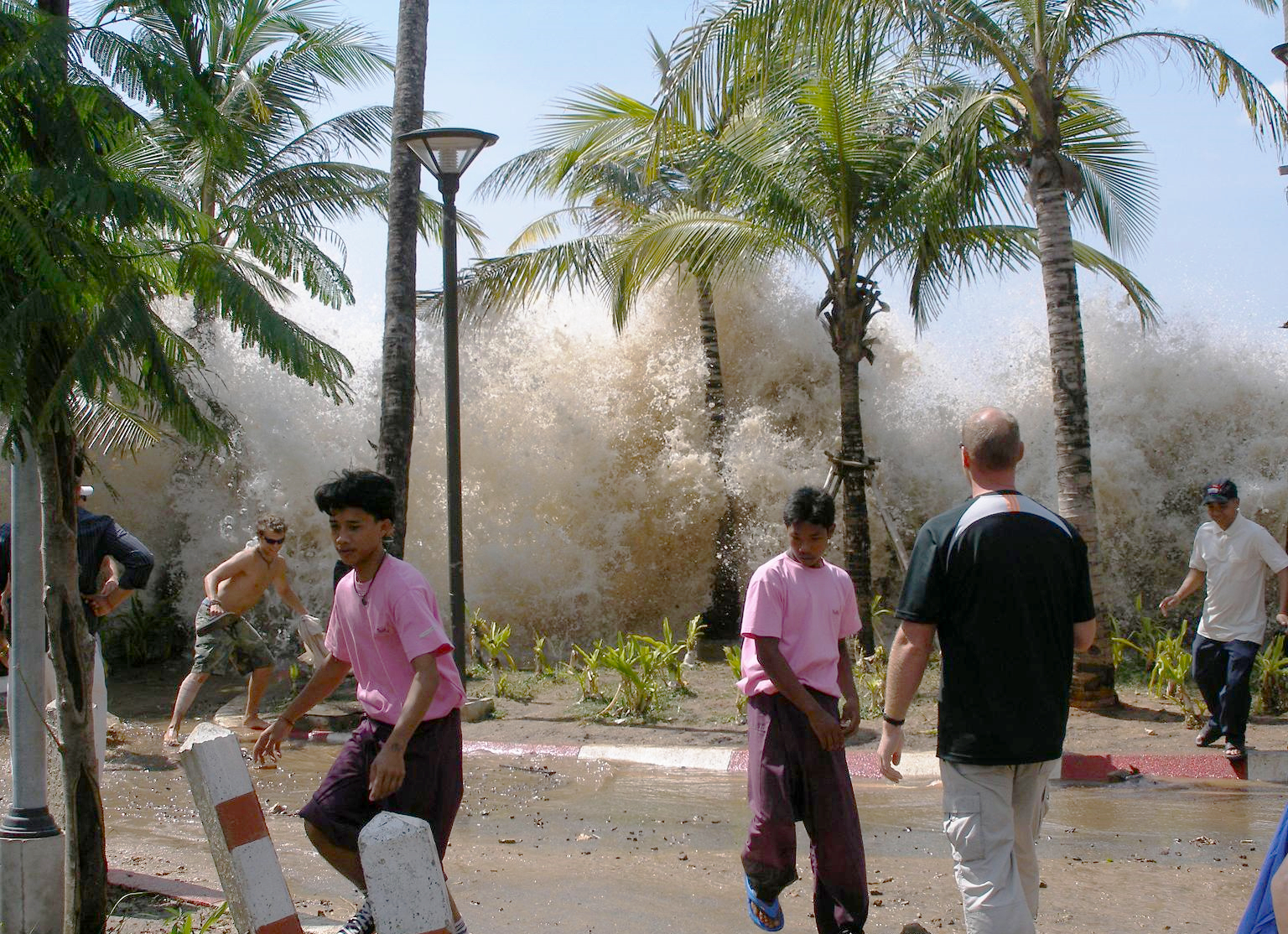
Terremoto del océano Índico de 2004 del que Tilly salvó a casi 100 personas.

En la escuela Danes Hill a un camarógrafo le estuvo permitido seguir a Smith por un día para descubrir que hacia normalmente en la escuela. Kearney también fue entrevistado en la escuela.
La familia de Smith declinó solicitudes para ser entrevistados por emisoras comerciales y nacionales, pero Smith apareció en las Naciones Unidas en noviembre de 2005, donde se reunió con el invitado especial de la ONU para el Tsunami Relief Bill Clinton, y en el primer aniversario en Phuket, como parte de una campaña para destacar la importancia de educación.

## Educación
Smith estuvo educada en la escuela Danes Hill una escuela independiente en el pueblo de Oxshott en Surrey, seguido por la escuela, una escuela independiente en la parroquia civil de Stowe en Buckinghamshire.

## Honores y premios
El 9 de septiembre de 2005 Smith recibió el premio especial de la Sociedad Marina & Sea Cadetes del segundo lord de mar, el vicealmirante James Burnell-Nugent.
El Asteroide 20002 Tillysmith lleva su nombre.
En diciembre de 2005, Smith estuvo nombrada "Niño del Año" por la revista francesa Mon Quotidien (una revista dirigida a jóvenes lectores ). En las conmemoraciones oficiales del tsunami en el primer aniversario del tsunami que tuvo lugar en Khao Lak, Tailandia el 26 de diciembre de 2005, se le dio el honor de la lectura de un poema a miles de espectadores.